# Индустријска зона ла Волта (Модена)
Индустријска зона ла Волта је насеље у Италији у округу Модена, региону Емилија-Ромања.
Према процени из 2011. у насељу је живело 10 становника. Насеље се налази на надморској висини од 241 м.